# Danièle Danaé
Danièle Danaé, née vers 1943, est une chanteuse française.

## Biographie
Lancée en 1963 par Michèle Arnaud après avoir croisé Enrico Macias, elle a vite été propulsée par les radios et les médias : J'ai peur de l'eau, sa chanson-fétiche, a pointé à la deuxième place, juste derrière Johnny Hallyday et devant à la fois Françoise Hardy et Sylvie Vartan, au hit parade du mensuel Salut les Copains.